# 伊丹警察署
伊丹警察署（いたみけいさつしょ）は、兵庫県警察が管轄する警察署の一つ。
管轄地域の人口は約20万であり、大阪国際空港が所在している。

## 所在地
- 兵庫県伊丹市千僧一丁目51番地の2

## 管轄区域
- 伊丹市

## 交番
- 阪急駅前交番 - 伊丹市西台1丁目1-1
- 南本町交番 - 伊丹市南本町4丁目1-12
- 稲野交番 - 伊丹市稲野町6丁目95
- 野間交番 - 伊丹市野間8丁目1-28
- 伊丹駅前交番 - 伊丹市伊丹1丁目15-22
- 神津交番 - 伊丹市森本2丁目144
- 緑ヶ丘交番 - 伊丹市緑ヶ丘1丁目215-1
- 昆陽交番 - 伊丹市昆陽4丁目2
- 昆陽ノ里交番 - 伊丹市山田6丁目9-39
- 中野交番 - 伊丹市西野1丁目56
- 荒牧交番 - 伊丹市北野1丁目13

## 廃止された交番
- 新伊丹交番 - 伊丹市鈴原町1丁目25-1
- 北村交番 - 伊丹市北園3丁目21-4

## 駐在所
なし

## 空港警備派出所（伊丹空港警備隊）
- 空港警備派出所 - 大阪府豊中市螢池西町三丁目555番地　大阪国際空港内

　　　大阪国際空港（伊丹空港）の治安警備にあたる部隊。署員から伊丹空港警備隊（通称 空警隊）員が編成されている。
　 同空港は大阪府豊中市にまたがるため、同じ場所に大阪府豊中警察署の警備派出所も併設されている。
　 担当区域は北ターミナルを兵庫県警、南ターミナルを大阪府警が警戒警備を担当している。

## アクセス
- 阪急電鉄 伊丹駅から西へ約1.1km
- JR 伊丹駅から西へ約1.8km